# Suzy (film)
Suzy is een Amerikaanse speelfilm uit 1936, geregisseerd door George Fitzmaurice.

## Verhaal
Suzy speelt zich af tijdens de Eerste Wereldoorlog. Suzy is erg succesvol op haar werk, maar dat ruilt ze in voor de liefde. Wanneer haar man vermoord wordt, vlucht ze naar Parijs om zich daar weer op haar carrière te richten.

## Rolverdeling
| Acteur         | Personage              |
| -------------- | ---------------------- |
| Jean Harlow    | Suzanne 'Suzy' Trent   |
| Franchot Tone  | Capt. Terry Moore      |
| Cary Grant     | Capt. Andre Charville  |
| Lewis Stone    | Baron Edward Charville |
| Reginald Mason | Captain Barsanges      |